# 吉良愛
吉良 愛（きら あい）は、日本の市民活動家。いよココロザシ大学講師。松山大学卒業。

## 経歴
愛媛県立八幡浜高等学校、松山大学卒業。
テレビ愛媛主催100人女子会の婚活セミナー、社団法人法皇青年会議所主催100人婚活イベント、四国中央市倫理法人会主催婚活イベントなど多数セミナーやイベントを開催している。
2012年10月には「いよココロザシ大学」にて、過去ナンバーワンキャバ嬢であったことの経験を講義した。どんな男性がタイプかという話から始まる型破りな授業を展開。まずは「自分をしること」だと締め括った。
2016年10月、愛媛大学にて「自分と向き合う」「好きと得意」をテーマに講義を行った。そこでは粘り強くチャレンジをすることの大切さについて語った。